# Club Deportivo Estrella (Tenerife)
El Club Deportivo Estrella fue un club de San Cristóbal de La Laguna (Tenerife, Canarias). Se fundó en 1924 y fue uno de los seis equipos que fundaron la Unión Deportiva Laguna, actual Club Deportivo Laguna.

## Historia
El club nace en 1924 como Estrella Club de Fútbol y no es hasta veinte años más tarde en 1944 cuando adopta su definitivo nombre, Club Deportivo Estrella. El equipo jugó varios años en la Liga Inter-Regional Canaria y en Preferente, también tuvo el honor de ser uno de los veinte creadores del Grupo XII de Tercera División. En esta categoría permaneció durante cuatro años antes de asociarse con el Real Hespérides Club de Fútbol, el Bronco Fútbol Club, el Juventud Laguna, el Juventud Concepción Laguna y el Santo Domingo Club de Fútbol para crear la Asociación Deportiva Laguna.

## Todas las temporadas
| Temporada | División     | Posición | Copa del Rey |
| --------- | ------------ | -------- | ------------ |
| 1972/73   | 1.ª Regional | 8º       |              |
| 1973/74   | 1.ª Regional | 9º       |              |
| 1974/75   | 1.ª Regional | 3º       |              |
| 1975/76   | Preferente   | 10º      |              |
| 1976/77   | Preferente   | 8º       |              |
| 1977/78   | Preferente   | 7º       |              |
| 1978/79   | Preferente   | 4º       |              |
| 1979/80   | Preferente   | 7º       |              |
| 1980/81   | 3ªDivisión   | 12º      |              |
| 1981/82   | 3ªDivisión   | 11º      |              |
| 1982/83   | 3ªDivisión   | 16º      |              |
| 1983/84   | 3ªDivisión   | 16º      |              |

### Datos del Club
- Temporadas en 3ªDivisión: 4[2]
- Temporadas en Preferente: 5

## Rivalidad
Tanto el Club Deportivo Estrella como el Real Hespérides Club de Fútbol llegaron a jugar en la Liga Inter-Regional Canaria y en Preferente, por lo que coincidieron en gran número de temporadas. Su rivalidad fue creciendo a medida que jugaban más partidos y se fueron convirtiendo en los dos equipos punteros de la ciudad.